# Hans Volkmann (Musikwissenschaftler)
Hans Volkmann (* 29. April 1875 in Bischofswerda; † 26. Dezember 1946 in Dresden) war ein deutscher Musikwissenschaftler und Pädagoge.

## Leben
Volkmann studierte in Berlin und München Germanistik und Kunstgeschichte sowie bei Oskar Fleischer und Max Friedlaender Musikwissenschaft. 1900 wurde er mit einer Arbeit über Bildarchitekturen promoviert. Anschließend wandte er sich ganz der Musik zu und unternahm Studienreisen nach Italien, Paris und London. 
Ab 1921 lehrte er Musikgeschichte an der Dresdner Volkshochschule, ab 1925 als Dozent an der Orchesterschule der Sächsischen Staatskapelle.
Der Komponist Robert Volkmann war sein Großonkel, d. h. der Bruder seines Großvaters väterlicherseits.

## Schriften
- Robert Volkmann. Sein Leben und seine Werke; nebst Bildern, Faksimiles, Briefen des Meisters und systematischen Verzeichnissen seiner gedruckten Kompositionen und deren Bearbeitungen, Leipzig: Seemann, 1903
- Neues über Beethoven, Berlin & Leipzig: Seemann, 1904; 2. Aufl. 1905 (Digitalisat)
- Beethovendramen, in: Die Musik, Band 5.1 (1905), S. 258–268 (Digitalisat)
- Sylvius Leopold Weiss, der letzte grosse Lautenist. Biographische Skizze, in: Die Musik, Band 6.3 (1906), S. 273–289
- Beethoven als Epigrammatiker, in: Die Musik, Jg. 7.3, Nr. 13 (= Band 27, Erstes Aprilheft 1907), S. 26–31 (Digitalisat)
- Ein unausgeführt gebliebener Plan Beethovens, in: Beethovenjahrbuch, Band 1 (1908), S. 51–57
- Domenico Terradellas, in: Zeitschrift der Internationalen Musikgesellschaft, Band 13 (1911), S. 306–309
- Emanuel d’Astorga, 2 Bände, Leipzig: Breitkopf & Härtel, 1911 und 1919
- Johannes Brahms' Beziehungen zu Robert Volkmann. Mit bisher ungedruckten Schreiben beider Meister, 1912
- Robert Volkmann. Mit Robert Volkmanns Bildnis, Leipzig: Reclam, 1915
- Briefe von Robert Volkmann, Leipzig: Breitkopf & Härtel, 1917
- Johann Nauwachs Leben, in: Zeitschrift für Musikwissenschaft, Band 4 (1921), S. 553–562 (Digitalisat)
- Johann Nauwach, in: Die Musik, Band 15.2 (1922), S. 862–865
- Beethoven und die erste Aufführung des Fidelio in Dresden, in: Die Musik, Band 15.1 (1922), S. 177–184
- Hermann Ambrosius' Sinfonische Dichtung: Faust, Dresden 1924
- Neues zu Mozarts Dresdner Aufenthalt, in: Zeitschrift für Musikwissenschaft, Jg. 10 (1927), S. 205–207 (Digitalisat)
- Beethoven in Dresden. Ein neues Datum zur Lebensgeschichte des Meisters, in: Dresdner Geschichtsblätter, Jg. 35 (1927), Nr. 3/4, S. 193–195
- Christian Heckel, ein sächsischer Kantor des beginnenden 18. Jahrhunderts, in: Zeitschrift für Musikwissenschaft, Jg. 13 (1930), S. 369–384 (Digitalisat)
- Ist Haydns Cellokonzert echt?, in: Die Musik, Band 25.6 (1932), S. 427–430
- Chopin in Dresden. Neue Daten zu seiner Lebens- und Liebesgeschichte, Dresden 1933 (Sonderabdruck aus der Wissenschaftlichen Beilage des Dresdner Anzeigers vom 18. und 25. April und 9. Mai 1933)
- Thematisches Verzeichnis der Werke von Robert Volkmann 1815–1883, Dresden: Ramisch in Komm., 1937
- Beethoven in seinen Beziehungen zu Dresden. Unbekannte Strecken seines Lebens, Dresden: Deutscher Literatur-Verlag, 1942 (Digitalisat)
- Beethovens Friedensmotiv und andere Beethovenaufsätze, Hamburg: Deutscher Literatur-Verlag, 1947